# Tripseuxoa carneata
Tripseuxoa carneata là một loài bướm đêm trong họ Noctuidae.